# ティワナク
ティワナク（Tiwanaku）またはティアワナコ（Tiahuanaco）は、南米のボリビア多民族国にあるプレ・インカ期の遺跡名、およびその管区と村の地名。また、その時代の社会や文化をさす言葉としても用いられる。後に誕生するインカ文明と同じく、文字を持たない社会そして文化であった。
2000年に世界遺産に登録された。入場料は2006年現在10 USドル（80 ボリビアーノ）。遺跡は崩壊しているものが多い。ただし遺跡に付設する博物館に出土遺物が展示されており、博物館入館料も入場料に含まれている。
ティワナク遺跡は、現在のボリビア多民族国、ラパス県、インガビ郡（Ingavi）、ティワナク管区（Canton Tiwanaku）に位置する。チチカカ湖沿岸から内陸へ約17 kmほど入ったところにある。現在、遺跡は一部復元されているが、そのほとんどが徹底的に壊されており、また風化も激しいため、昔日の面影はほとんど残っていない。

## 解説
この遺跡は宗教的巡礼地であり、普段は人々が住むことのない場所としばらくの間、考えられてきた。それは征服者や欧米人にとって、この地域があまりにも自然環境の厳しい土地に映ったからである。標高が4000 m近くあり、ほとんどの食用栽培植物は育たない。このような地域では、多くの人口をまかなうだけの食糧の生産もできず、国家レベルの複雑な社会など成立しようがないと長い間思われてきたのである。
しかし、近年の調査によって、この遺跡の周囲にはかなりの住居址が存在していることが確認され、当時は都市的様相を呈していたことが次第に明らかになってきた。また、食糧生産についても、さまざまな研究から、実際にはこの土地はこれまで思われていたほど貧しくはないことがあきらかになっている。
2006年4月現在、発掘および修復作業が進められており、次第に遺跡の様相が明らかにされつつある。

## 名称の由来
現在では、世界遺産登録の名称であるTiwanakuを使うことが多いが、現地では、Tiahuanaco, Tiahuanacu, Tihuanacuなどと表記されることもある。
現地の先住民族の言語であるアイマラ語では、母音がa, i, u の3音しかないので、本来の音はTiwanakuあるいはTiahunacuが近い。この名称の起源は、インカがこの地を訪れたときに飛脚に対して「ここへ座れ、グワナコよ」と言ったことが起源とする説があるが、確かではない。本来はこの地は、Taypi Kala（世界の中心、直訳すれば、石の中心）などと呼ばれていた。
日本では「ティアワナコ」という名称が用いられていた時期もあったが、近年では「ティワナク」の表記に統一されており、本記事では、世界遺産登録名や現地の村役場の正式名称（Municipio de Tiwanaku）なども考慮して「ティワナク」を項目名とした。

## 起源および領域

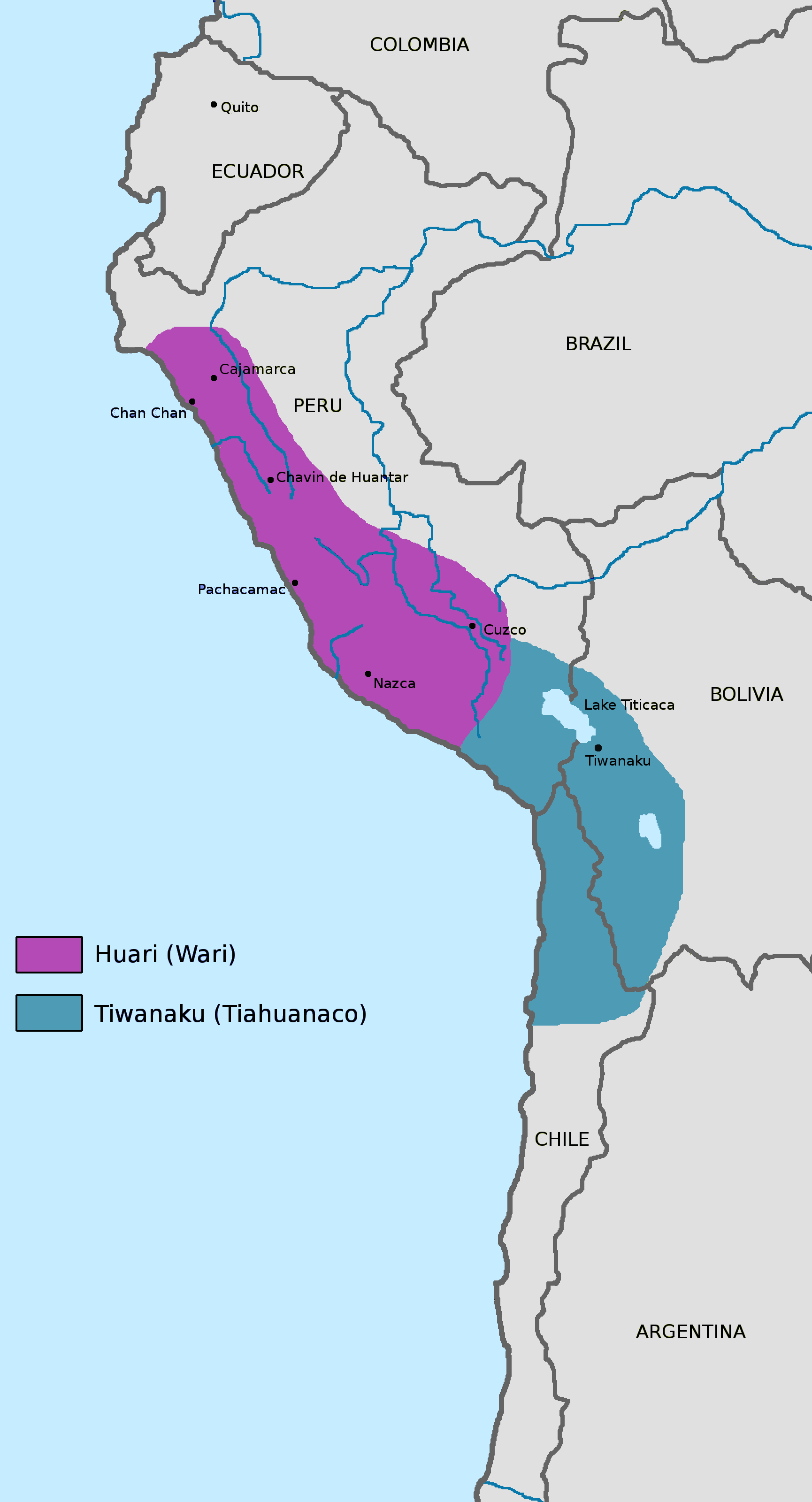
ワリとティワナクの勢力範囲

### ティワナク文化
この文化の起源は、紀元前にまでさかのぼるとされるがまだはっきりとはわかっていない。ティワナク独自の文化が形成されてくるのは、紀元前1-2世紀ころからであるが、その文化が広範囲に広がり始めるのは紀元後400年頃からである。その最盛期は、おおよそ750年-800年ころから1000年前後-1100年頃で、その頃になると、北はペルー領のチチカカ湖北岸や現在のモケグア県、南はチリのサン・ペドロ・デ・アタカマやアルゼンチン北部、東は現在のボリビアのコチャバンバ地方にまで影響が及んだとされている。これらの地方のいくつかにはティワナクの飛び地があったとされており、特にモケグアにはティワナク様式の土器やテラス状構造の基壇からなり、方形の半地下式広場を持つ建造物が存在する。
ただし、近年、研究者の間で、ティワナク（場合によっては、いくつかのアンデスの先スペイン期社会も含まれる）は旧大陸のいくつかの帝国とは異なり、中央集権的官僚的な権力によって広大な領域を、面的に、恒常的に支配するような性格をもった社会ではなかったという見方が提示されている。この傾向は、特にここ数年、現地ボリビアの研究者の間で唱えられることが多い。
領域に関して考古学的に確実にいえるのは、あくまでティワナクからの移民が想定される飛び地（モケグア）の存在と、ティワナク関連遺物の分布が中央-南アンデスにおいて幅広く確認されている、という2点のみである。
よって、右のような版図を描くティワナクの面的な領域図は、今後書き直される可能性が高まっている。このような領域的模式図を書くのは、得てしてアメリカ人研究者に多く見られることも指摘しておく。

### ワリ文化
同時代には、現在のペルー共和国にワリと呼ばれる政治組織が存在していたことが確認されている。かつて、このワリはティワナコイデあるいは海岸ティアワナコとよばれていたが、現在ではティワナクとは異なった政治組織および文化であったとされている。その境界はおおよそモケグア県あたりであったといわれている。モケグアには、ワリの地方遺跡であるセロ・バウルとティワナクの飛び地であるオモ遺跡群がある。これらは、それぞれ立地条件が異なっており、セロ・バウルが山の頂に、オモ遺跡群がモケグア川の近く谷底周辺に立地する。両者の具体的な関係はわかっていない。
このワリとティワナクが共存する時代を、アンデス考古学の編年で中期ホライズンと呼ぶことがある。

## 編年
編年に関しては、研究者の間で異論があるものの、おおむねティワナク1期から5期に分けられている。遺構、土器、放射性炭素年代測定などを用いて作成されている。ただし、現在では以下のように、7時期ほどになっている。ただし、下記の表にも書かれている形成期に関しては、最近になって再び疑問視されており、再調査の必要に迫られている。また、現在のボリビア考古学においては、この形成期に焦点を当てた研究・調査が盛んになってきている。

### 形成期およびティワナク期の編年
| 紀元前800-200年       | 形成期中期あるいはチリパ後期                                                            |
| 紀元前200-紀元後300年 | 形成期後期1（前半がティワナク1期あるいは形成期1A、後半がティワナク2期あるいは形成期1B） |
| 300-500年             | 形成期後期2あるいはティワナク3期                                                        |
| 500-600年             | ティワナク4期前半                                                                       |
| 600-800年             | ティワナク4期後半                                                                       |
| 800-1000年            | ティワナク5期前半                                                                       |
| 1000-1150年前後       | ティワナク5期後半                                                                       |

※Kolata,A. ed.2003による。

### 最盛期
最盛期は、ティワナク4期から5期前半である。
ティワナク社会は、アンデスの先スペイン期社会においても最も長く続いた社会・文化の一つであり、現在のペルー領アヤクーチョ市を中心にティワナクと同時期に栄えたワリ文化とも関係があったとされている。ティワナクとワリは、「正面を向いた神」や「鳥人」と呼ばれるモチーフの図像がある。ティワナクとワリで利用されているこれらのモチーフは非常によく似ている。また、これらの図像のモチーフ、特に正面を向いた神やネコ科動物などは、プカラという紀元前200年から紀元後200年頃にチチカカ湖北部を中心に栄えた文化と関連があるとされている。ただし、詳細にはわかっていない。

## ティワナク遺跡

### 構造など
現在の遺跡の多くが1970年代に強引に復元されたものであり、本来の姿ではないことが確認されている。
遺跡の中心部の面積は4.2km2、遺跡中心部におけるかつての人口は10,500-50,000人と想定されている。また、近年の研究では面積は6km2と見積もられている。また、周囲には巨大な堀が巡り、建造物の集中する区域とその外部とを隔てていたといわれている。ティワナク遺跡は主に以下の構造物から成り立っている。
遺跡中心部分は、
アカパナ
ピラミッド状建造物
カラササヤ
長方形をした遺跡の中心部分。中に「太陽の門」やいくつかの石像がある。無理な復元が施されている。
半地下式方形広場
顔が壁から突き出して並んでいる装飾がなされており、真ん中に石像が立つ
プトゥニ
カラササヤの前にある半地下式広場を持つ住居址
カンタタリータ
アカパナのピラミッドの裏にある半地下式の広場を持つ建造物
ケリ・カラ
月の門
プマ・プンク
ピラミッド状建造物。遺跡中心部から外れたところにある
などからなる。
遺跡は、真北（しんぽく）を利用した東西南北にほぼそっているが、わずかにずれている。また、アカパナのピラミッドとカラササヤは平行して建っていない。遺跡の石材は、近くのティワナク山脈から切り出された砂岩を多用しており、その他コパカバーナ方面からもたらされたとされる安山岩なども利用しているところがある。
また、チャチャプーマと呼ばれるプーマの彫像など重要な石像には、オルロ方面からもたらされた黒色玄武岩が利用されている。

### 主な建造物

#### アカパナ

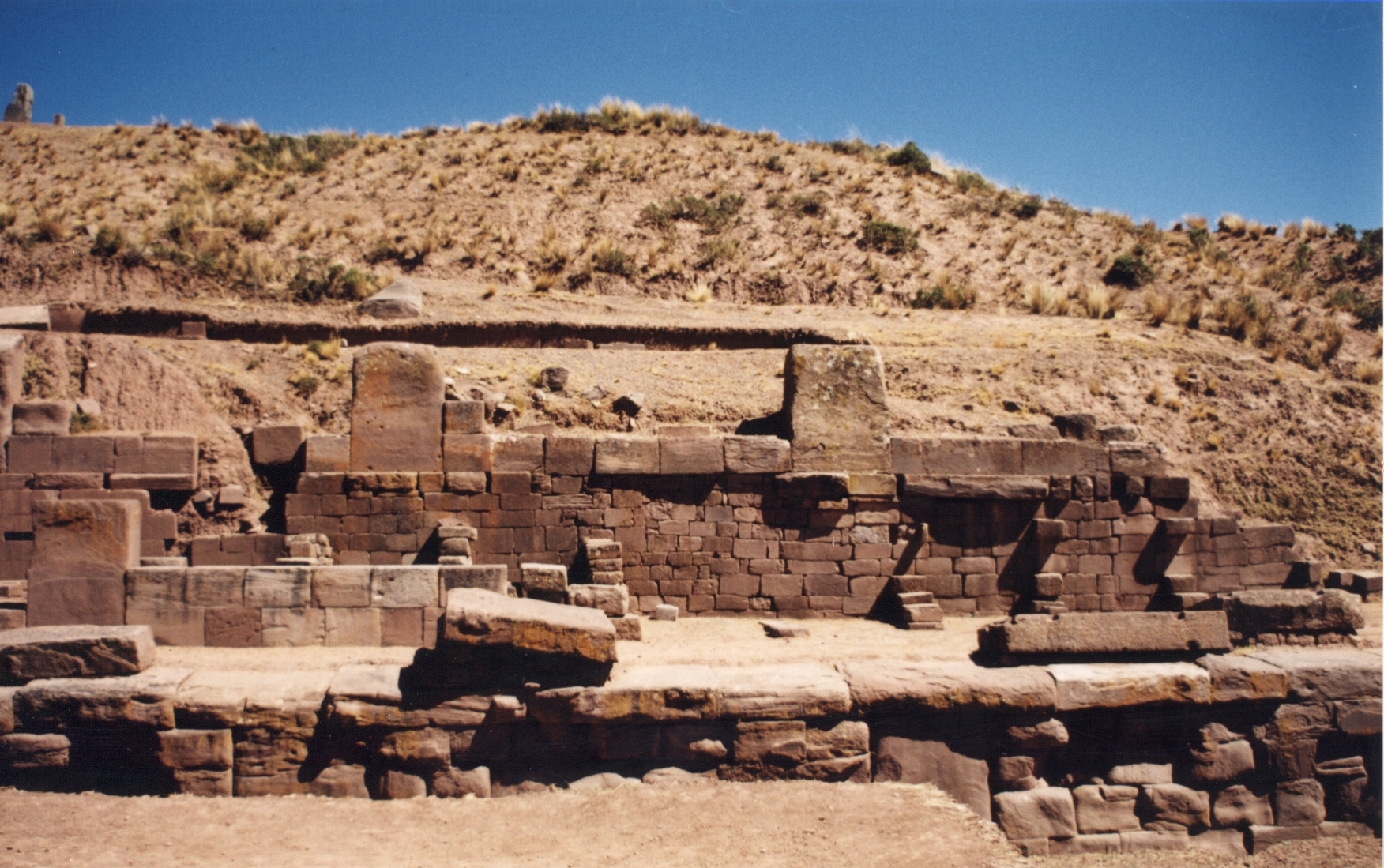
アカパナのピラミッドの石壁

ピラミッド状の遺跡。崩壊がひどく、昔日の面影はない。一見するとただの丘になっており、一部に石壁が露出したり復元されたりしている。ピラミッドの推定サイズは、幅（南北方向）が、最大部分203 mほど、中間部164.5 m、最小部114 m、高さ（東西方向）は、192 mほど、高さは16.5 mほど、体積は53546 m3と推定されている。本来は7段の基壇からなる。ピラミッドの頂上はへこんでおり、もともとから凹みを持つ構造だったが、スペイン人が黄金探しのためさらに広げてしまった。また、その周囲には部屋状の構造物の遺構が露出している。また、ピラミッド内部に複雑な水路が走っていたことが近年の調査で明らかにされている。ピラミッドのふもとからは頭のない人の遺体が出土しており、人身供犠が行われていたことが示唆されている。実際、19世紀末のティワナクに関する文献には、片手に大型の斧をもち、反対の手に首級を持った、動物の顔をした人の図像が描かれたコップ型土器（ケーロと呼ぶ）がある。

#### カラササヤ
約130x120mの長方形をした構造物。現在のカラササヤは、復元されたものである。しかし、かなり間違って復元されている。カラササヤの中に、有名な「太陽の門」があるが、これは原位置ではなく、本来の場所は不明である。石像の多くは1960-70年代の発掘で出土したものである。遺跡の東側には、漆喰のあとと思われるものも残っており、このあたりに小さな部屋状の建造物があったことが指摘されているが、報告書がないため詳細はわかっていない。
カラササヤの壁は、巨大で長く平たい割り石を、やや小型の豆腐状の切石で囲む形で作られている。両者とも砂岩でできている。切石は安山岩もある。ただし、これらの壁の大部分が、1970年代の復元によるものであり、本来の壁はほとんど残っていなかった。長く平たい割り石は、19世紀の絵や今世紀初頭の写真にも見られるため、本来の位置である可能性が高いが、復元に関する詳細な報告書や書類がないためはっきりとわからない。
カラササヤの復元は、かなりの部分で間違っていることが指摘されており、最近の報告では、カラササヤ正面には数メートルの幅を置いて、さらにもうひとつの壁が平行して走っていた可能性が指摘されている。現在、このあたりを発掘しており、実際に壁らしき跡が見られるが、まだ確実なことはわかっていない。ただし、このあたりには板状の大型の切石を並べて床面を作っていることが確認されている。

#### カンタタリータ
アカパナのピラミッドの裏側に、カンタタリータと呼ばれる場所がある。真ん中部分が一段低くなっており、半地下式構造になっている。ここには、本来、石の門がたっており、見事なリンテル（まぐさ）があったことが、征服者スペイン人の記録から確認される。だが、現在ではこの門は崩壊しており、地上にリンテルが転がっている。リンテルに描かれているモチーフは、プマ・プンクのものに似る。このほか、ティワナク遺跡の建造物を模したと思われる石を彫った模型がころがっている。

#### プマ・プンク

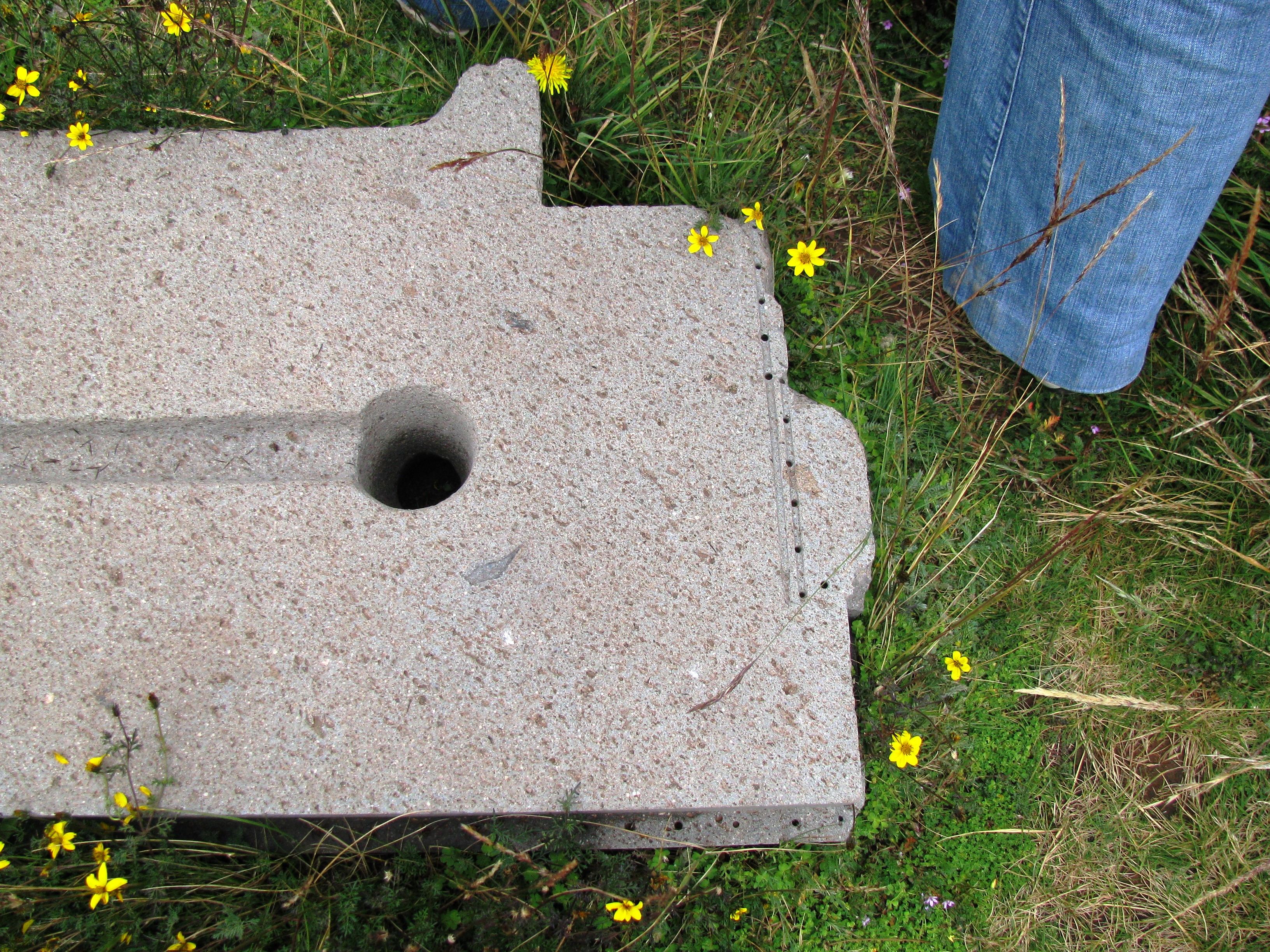
プマプンクに散在する石と精密な加工跡

低いピラミッド状の遺跡。カラササヤなどの遺跡中心部から外れたところにあり、村から幹線道路（ラパス-デサグワデーロ間）へ連なる道沿いにある。破壊がすさまじいが、一部、基壇がのこっている。
プマ・プンクには数トンもある一枚岩でできた建築の一部が今も残っており、精密な加工跡が確認できるものが多数みられる。破壊がすさまじいため当時の全体像は不明なままとなっている。
ここには、水路の跡が残っており、ピラミッド状の基壇の中へと続いている。この水路には、砒素青銅製のローマ字の I 字型をしたかすがいが石材をとめるため使われている。実際には、装飾的要素が強いと見られている。このような砒素青銅の装飾品は、恐らくティワナク遺跡の他の建造物でも用いられているが、プマ・プンクは特に多く用いられているようである。また、各所の建築石材には表面に一部加工が施され文様が入ったものがあるが、風化が激しいため見えづらい。
地質学による調査では、これらの岩や石は安山岩などの火山岩から採集されたものを加工したものとされているが、他の科学調査では異なる見解が得られている。

### 石材加工技術
全体的に、ティワナクでは、遺跡の石材は豆腐状に長方形に切り出されたものが多く、その面は見事に平らである。
これら石材の切り出しや加工方法、それに利用された道具については、諸説あるが、確実なことはわかっていない。
一部では、亜円礫等のハンマーを用いて石材の表面を細かく叩いて平らにする技術（＝敲製，敲打 ペッキング）が用いられている。この技術は、インカ期にも利用されており、オリャンタイタンボ遺跡などインカ期の石材加工に用いられたことが確認されている。この石材とまったく似た加工痕（石材の表面の敲打痕）を、ティワナク遺跡のいくつかの建造物で確認することができる。これ以外に、石材表面を、何かの媒介物で研磨したと思われる技術が用いられており、敲打痕とはまったく異なった綺麗に研磨された表面を持つ。
こういった加工技術の使い分けが、石材ごとに行われていたり、遺跡ごとに区別されていた形跡は、今のところ確認はされていない。ただし、ティワナク遺跡の破壊や風化が進んでいるため、放棄後から900年近く経た今日、詳細な調査・分析は困難になっている。特に砂岩は風化が激しく、石の表面が層状に剥がれ落ちるため、本来の石材の表面がどのような状態だったか確認するのは困難になってきている。さらに、カラササヤの間違った復元は、建造物ごと或いは場所ごとの石材加工技術の違いについて、その分析をいっそう難しくしており、当時遺跡がどのような状態にあったのか、どのように機能していたのかについては確実なことはわかっていない。遺跡からはがされた石は、村の教会建設に利用されており、村の広場中央にある石製ベンチも遺跡から運ばれた石材で作られている。また、村の一般の住居でも遺跡から持ち運ばれた石材が良く見られる。遠く、ラハやラ・パスの教会にまで、遺跡からはがされた石材が利用されているという。
2018年、フランスの材料科学者であるDavidovits教授らのチームは2017年終わりに現地調査によって採集した石のサンプルを、走査型電子顕微鏡や化学分析などを用いて調査を行った。すると完全な安山岩であるはずの石の中から有機物が見つかった。この有機物はカルボン酸をベースとしたジオポリマーの一種に近いものであり、人間の介入によって安山岩の砂に添加され、一種のセメントを形成した可能性が示唆された。
また灰色とは別の”赤い砂岩”からなる比較的大きい構造物には、地元の地質には存在しない炭酸ナトリウム塩などの化合物を含んでいたため、この地域産ではない他の場所から持ち込まれ、灰色の精巧なものとは別の製造プロセスを踏んだ可能性が示唆された。地元の植物から抽出した天然有機酸をティワナクの人々はうまく使いこなし、これら人工石を作った可能性を含め複数の議論が過熱している。カルボン酸は石灰岩に非常によく反応し、これらの有機酸によって分解および軟化された可能性がある。しかし硬化に使用されたであろう材料がどこから調達されたかは定かではない。現時点ではペルー海岸に生息する海鳥の糞が「グアノ」になりそれらが肥料として交易されていた歴史文書があることから、農業肥料としてだけではなく石材の硬化に応用された可能性を研究者は主張している。
「石は柔らかくする植物エキスで作られた」という地元の古い言い伝えを裏付けるものとなる可能性がある。とはいえ全てのサイトがコンクリートではないことに注意が必要である。研究チームは今後使用された穀物の分類や炭素年代測定等を実施する予定だとしている。
1980年、ペルー人類学者であるフランシスコ・アリアガ氏が先祖から受け継ぐペルー石細工職人に接触した際、植物エキスを使って石を柔らかくするという古代の技法を用いて伝統工芸品を制作していたことを報告していたことを受け、ティワナクの文化や技術が他のインカ文明にまで波及していた可能性を研究チームは文献含め調査している。

### 博物館
村には付属の博物館が近年整備され、ここで遺跡から出土した土器や石像などを見ることができる。また、ラパスにも国立考古学博物館があり、ここにもティワナクをはじめとしたボリビア内から出土した遺物を見ることができる。
ティワナク村の博物館では、土器と石器、石彫、人骨、青銅製品などが展示されている。

#### 土器
ティワナク文化を特徴づける土器は、ケーロと呼ばれる口縁（飲み口）が外側へ広がったコップ状の土器やインセンサリオ、サウマドールなどと呼ばれる香炉がある。村の博物館には、このケーロや香炉が数多く展示されており、見応えがある。
ケーロは一般的に酸化焼成で（還元焼成と区別が付きにくいものもある）、オレンジ色のスリップに、茶色や、赤色、黒色をつかってラクダ科動物や猛禽類、階段状の幾何学文様などが描かれているものが多い。また、黒色磨研の還元焼成と思われるケーロも存在し、人の顔をかたどったり刻線で図像が描かれたりする。ただし、黒色スリップのケーロもある。ケーロの形態は、コップ状という共通点以外は、細かな変異があり、帯状の装飾を持つものや底部が極めて小さくなったもの、高さが極端に長いものなどがある。最近の分析では、ケーロは大きく分けて、5分類できるという。
香炉は、一般的には酸化焼成で、動物をかたどったものが多く、コンドルと見られる猛禽類やピューマあるいはジャガーと見られるネコ科動物、リャマなどのラクダ科動物をかたどったものが多く、多彩色である。赤色やオレンジ色のスリップに、茶色や黒色、オレンジなどで彩色されている。
このほか、日常生活に利用された壺や甕など（無紋）、ミニチュアの土器なども多く展示されている。

#### 人骨
出土人骨には意図的に頭の形を変形させた跡がみられる（頭蓋変形）。これはティワナクの飛び地のモケグアでも見られ、他の考古学遺物とともに、ティワナクからの直接的な移民の証拠の一つになっている。頭蓋変形にはいくつかのパターンがあり、展示の中では、頭が縦方向へ長く変形した頭蓋骨が並べられている。

#### 青銅製品
青銅製品は、ピンや装飾品などが出土している。また、遺跡の水路の石をつなぐかすがいなどもある。これらは、砒素を混入した砒素青銅で作られている。この砒素青銅は、紀元前にまでさかのぼるといわれ、現在のチリ共和国北部地域からチチカカ湖沿岸地帯に広がる文化の特徴のひとつでもある。

#### 石彫・石器
新しい石彫・石器博物館（Museo Litico）が開館し、ラパスの野外博物館にあった巨大な石像（ベネットの石像）が、この博物館へ返却され、屋内に展示されている。このほか、ティワナク期の石彫や、当時の日常生活で使っていた石器類などを展示した博物館となっている。
遺跡に立っていた石彫は砂岩や安山岩、（黒色）玄武岩などからなる。しかし、風化が激しく石彫の模様が見えにくくなってきている。日常生活で利用された石器は、ティワナク遺跡近くでとれる珪岩や砂岩、チャートが多い。このほか、外来の石材である黒曜石なども利用されているが、数は少ない。これらの中には、石でできたやじり（石鏃）や石を剥いで刃物やその原材料として使ったもの（剥片）や球形をした用途不明の石器類、石製の碗などが展示されている。

## 現在の状況
ティワナク遺跡では、現在も発掘が続けられている。
1980年代後半からアメリカのシカゴ大学の考古学者アラン・コラータらによって、大々的な調査が行われてきた。現在では、コラータらのプロジェクトは一段落しているが、一部で彼の元生徒で現在はカナダのマクギル大学の考古学者たちによる発掘が進められている。この調査はティワナク遺跡を囲んだ金網の外の遺跡で行われている。そこでは、地中レーダーを使った調査なども行われている。
また、2004年度からボリビア国立セメント会社のSociedad Boliviana de Cemento S.A.出資で、Unidad Nacional de Arqueologia（UNAR:ボリビア考古局）の 考古学者たちによって発掘が行われており、2009年頃まで継続される予定である。これは、ティワナク遺跡を観光地として大々的に利用するため、遺跡の基本データの採取が目的で行われている。発掘の中心はアカパナのピラミッドであり、一部ではあるが階段や石の門などが修復されつつある。
このほか、アメリカ合衆国、ペンシルベニア大学の建築家でもあり人類学者であるアレクセイ・ブラニッチ（Alexei Vranich）が、ボリビア考古局に保管されている19世紀末から20世紀初頭にかけての遺跡の写真、および一部の発掘調査にもとづき、カラササヤやアカパナ、プマ・プンクの復元に取り組んでいる。そこから、ティワナクの建築群が持っていたであろう意味の再構成に取り組もうとしている。ここでも一部地中レーダーを使った調査が行われている。3Dプリンターを用いた遺跡の工学的な再構成を試みているチームも存在する。
2017年11月以降、フランスの材料科学者チームが現地に赴き、石材のサンプルを採集し元素分析を始めている。

## 世界遺産

### 登録基準
この世界遺産は世界遺産登録基準のうち、以下の条件を満たし、登録された（以下の基準は世界遺産センター公表の登録基準からの翻訳、引用である）。
- (3) 現存するまたは消滅した文化的伝統または文明の、唯一のまたは少なくとも稀な証拠。
- (4) 人類の歴史上重要な時代を例証する建築様式、建築物群、技術の集積または景観の優れた例。

## 想定されているティワナク社会
ティワナクはしばしば帝国と称されることがあるが、実際にどのような社会であったかについては、研究者の間で意見が分かれている。

### ティワナクは官僚制国家か
最近では、ティワナク社会を「官僚制を伴う国家」とみなすモデルが提案されている。しかし、考古学的証拠のみから官僚制を推測するのは難しいため、反論も多い。反論としてあげられているモデルでは、「複雑な地縁・血縁組織（アイリュと呼ばれる）が重層化した社会」とみなすものがある。
これらの論争は、アイマラ語でスカ・コリュ（ケチュア語でワル・ワル）と呼ばれる堀を伴った盛り畑農耕の調査とその解釈が発端であった。ここ数十年のチチカカ湖沿岸の考古学は、主にサブシステンスの研究（国家による生産物の流通・管理・分配など政治的な部分も含む広い意味での生業・生計研究）に比重が置かれてきた。1990年代にはいり、さらに異なるテーマからの研究も行われているが、ティワナク研究でも長い間、生業研究に比重が置かれていた。そこで着目されたのが、スカ・コリュであった（詳細は後述）。現代では放棄されたこの農耕に対して、1980年代初頭から復元実験を始め、その単位面積あたりの生産性の高さが注目されていた時期でもあった。
この盛り畑耕法が、ティワナク政体により直接管理されていたのか、それとも、ローカルな地元農民たちの手で管理されていたのか、という遺構に対する解釈から論争は生じ、1980年代後半から2000年ころまで続いた。先にあげたアラン・コラータの官僚モデルでは、ティワナクによるスカ・コリュの直接的な管理運営を主張する。ティワナク遺跡のあるティワナク谷のとなりにあるカタリ盆地に広がる盛り畑や、それに付随する長さ20kmほどの河床を人工的に改変した水利施設は、ティワナク政体の中央から技官が派遣されて作られたものであると言う。その証拠に、カタリ盆地とティワナク谷の水利施設は似たような構造になっていると主張する（前掲書）。また、盛り畑の畝の土中や、放棄後の畝上の覆土から得た炭化物（カタツムリの殻など）を放射性炭素年代測定にかけ、これらの盛り畑がティワナク期に利用されていることを示した。それによれば、ほとんどの炭化物はティワナク期の年代を示している。
これに対し、クラーク・エリクソンは、盛り畑やそれに付随する水利施設、堤防などを、国家による管理に結びつける解釈に疑問を呈した。これらはペルー領での実験によっても数家族で運営ができることが確認されており、国家による管理は必要なかったと述べている。そして、盛り畑や水利施設などは地元民によって管理運営されていたと主張する（前掲書）。さらに、コラータの生産力重視でかつ大規模土木建築重視の理論に対して、ネオ・灌漑理論として批判している。エリクソンも熱ルミネッセンス法で盛り畑の利用年代を調べ、盛り畑と物理的に連なっている住居址から出土した土器から盛り畑の年代を測定している。それによれば、紀元前200年から紀元後200年の間、およびティワナク崩壊後の時期を示すという。しかし、これは盛り畑の畝から出土した土器や炭化物ではないため、コラータは批判をしており、上記で記したように畝から得た炭化物（ただし陸生のカタツムリなどあいまいなものもある）から畝の利用年代を示した。しかし、これについてもサンプルの質の問題や、畑の畝から得た炭化物でもって利用年代がわかるのか？ といった疑問もある。
コラータの調査チームに参加していたボリビア人考古学者のアルバラシン-ホルダンは、ティワナク谷下流域で遺跡登録のためのセトルメント・パターン調査を行い、遺跡の分布状況を解釈するにあたってスペイン人の書き記したアイリュ（地縁・血縁的集団）に関する記録文書を利用した。そして、このアイリュがより複雑に重層化したのがティワナク社会だったと主張する。その上で、これらアイリュなどの手によってスカ・コリュや水利施設などは管理されていたと述べている。
しかし、両者とも決定的な考古学的証拠を挙げることができないため、議論は堂々巡りになっている。二項対立的な論争を昇華しようという動きがあるものの、耕作の管理形態という問題は、考古学的証拠から直接アプローチできないため、最終的な結論には至らないまま収束していった。

### ティワナク社会崩壊の問題
現在では、この論争は、ティワナクの崩壊という問題へ形を変えて継続している。アラン・コラータは、気候変動による乾燥化でスカ・コリュの生産性が落ち、それがティワナク社会崩壊の引き金になったと論じる。それに対して、クラーク・エリクソンは、新環境決定論として反論している。
コラータらの調査に参加していた、ボリビア人考古学者のアラバラシン・ホルダンは、ティワナク社会が崩壊した後も、小規模にはなったものの盛り畑が利用されていたことをあげ、気候変動によるティワナクの崩壊について、疑問視している。さらに、コラータの生徒であったポール・ゴールドスタイン（Paul Goldstein）も、自身の調査地であるペルーのオモ遺跡群およびモケグア川周辺のエル・ニーニョ関連の調査から、気候の変化による乾燥化がティワナク崩壊の原因ではなく、エリクソンの述べる社会内部の不安定が遠因とする説に賛同すると述べている。また、ゴールドスタインは、コラータの述べる乾燥化による農耕システムの崩壊がモケグア谷では見られなかったとも述べている。事実、A.D.1300年頃に起こった大規模なエル・ニーニョによる洪水は、モケグア川におけるティワナク関連遺跡の放棄時期の後に起こっているという。このように、現在でもティワナク社会の崩壊原因については論争が行われている。

### 古代の生業技術（盛り畑農耕）の収穫高や効率性への疑問
さらにこの問題は、これまでとまったく異なった面からも問われ始めている。20年間にわたって研究されてきた、チチカカ湖沿岸の生業研究の一つの成果であるスカ・コリュの生産性が疑われ、これまで喧伝されてきたスカ・コリュ農耕の持つ効率性や生産性の高さも、疑問視され始めている。
Swartleyによると、スカ・コリュという耕作技術そのものが、考古学者によって発明された先住民の知恵（Inventing Indigenous Knowledge）であるという。ティワナク期に、どのような社会環境で利用されていたのかは実際にはわかりえず、解釈と実験はすべて考古学者によって発案され、先住民の知恵として喧伝されてきたという。また、Bandyは、スカ・コリュと雨水に頼る一般的な天水農耕とのエネルギー面からの効率性を検証し、スカ・コリュの効率性が一般の天水農耕よりも悪いと論じている。さらに、シストセンチュウにより連作障害が引き起こされるため、この点を考慮すると、決して効率のいい耕法ではなかったと論じている。
こうなると、「生産性が高い盛り畑農耕（スカ・コリュ）」を重要な生業基盤とした前提の元で行われていた議論が崩れ始める。特に、生態学的環境に厳しいアルティプラーノにおいて、なぜティワナク社会は生じたのか、という問題にもかかわってくる。これまでコラータは、スカ・コリュという冷害にも強く単位面積あたりの収穫高が高い耕作技術があったからアルティプラーノでも食料基盤を確保でき、集約的な労働力を必要とする生産技術（スカ・コリュや水利施設）が官僚制の発達を促したということを理由に、ティワナクのような国家レベルの社会が成立できたとしてきた。しかし、もしティワナク期におけるスカ・コリュの重要性が相対的に低下すると、この理論は成立しなくなってしまう。コラータの理論は、すでにエリクソンからネオ・灌漑モデルとして批判されている。さらには、ティワナク社会の崩壊原因としての、乾燥化によるスカ・コリュの機能不全というコラータのモデルも再検討が必要となってくる。

### 古代の国家とは
高次元の解釈を進める上で有効な考古学データを見つけることがほとんど不可能なことが、問題を複雑にしている。一般住居址の発掘調査も行われてはいるが、そこから耕作地の管理形態や生産物の吸い上げなどを構築するためのデータを得るのは難しい。ただし、一般住居址の発掘調査からは、ティワナク社会においても階層差があったのではないかという証拠が挙げられている。遺跡の中心部近くの住居址や特定住居址では、他の地区では見られない、金箔や他の金属製品、精製土器などが出土している。また、ティワナク谷全体や隣のカタリ盆地（パンパ・コアニ）に分布する諸遺跡は、調査者によるとそれぞれ規模がかなり異なり、階層差が見られるという。ただし、その階層の解釈の仕方を巡って、ことなるティワナクモデルが提案されている。コラータはティワナク中央とそれに続く二次、三次センターを想定しやや統合的な社会を想定しているのに対し、アルバラシン・ホルダンは規模が異なるアイリュの重層化の表れと解釈している。
最終的に問題なのは、古代の「帝国」「国家」などの概念が研究者の間で一致が見られていないことにある。さらに、国家を示す考古学的な指標として世界的にもよく挙げられる、物資を集積するための倉庫や、権威や情報を伝達するための「王道」、権力者の存在を示す王墓などの強い証拠は、ティワナク文化においてはほとんど見当たらない。そのため、厳密に論じるならば、ティワナクが「国家」レベルの複雑化した社会であったことすら現段階では論じることは難しいといってもよい状況にある。

### ティワナク遺跡と関連する地方遺跡
ティワナクは、ボリビアのコチャバンバやペルーのモケグアに飛び地を持っていたと言われている。しかし、それら飛び地との関係はあまりわかっていない。ティワナク遺跡のある中核地帯と地方のティワナク関連遺跡との関係について、現在では、ティワナクからの移民による直接的な統治ではなく、むしろ地方の地元豪族がティワナクの物質文化などを利用して地元に権力を行使していたとされる説が強い。
しかし、地域ごとにティワナクの影響は異なっており、モケグアにおいては、人骨の分析などからティワナクからの直接移民があったことが確認されている。しかしながら、チリのアタカマ地方にあるティワナク関連遺跡の人々は、ティワナクからの直接的移民ではなかったであろうと言われている。

## ティワナク期および関連する現代先住民の遺伝的系統
ティワナク遺跡がある同地には、現在アイマラ族と呼ばれる人々が住んでいる。しかし、アイマラ族とティワナク文化を担った人たちとの関係は、科学的にはまだ証明されていない。ティワナク社会を担っていた人々については、アイマラ説、プキーナ語族説など様々な説があるが、確定されていない。
近年、ウイルス学や分子遺伝学の研究がすすみ、ティワナク期の人骨の分析が行われている。日本もこの調査に参加している。
日本の愛知県がんセンター研究所疫学部の田島和夫教授を代表とする、科学研究費補助金（国際学術研究）（研究課題番号 07041171,09041195）に基づく、「南米先住民族の人類遺伝学的研究（Anthropo-genetics on Paleo-mongoloid in South America）」が平成7年度から10年度にかけて行われた。
園田俊郎、田島和雄、故宝来聡らは、チリのアタカマ砂漠出土のミイラ（ティワナク期）からヒトヘモグロビンβ鎖遺伝子、およびHTLV-I（ヒトT細胞好性白血病ウイルス）遺伝子（pX領域の158bp）の抽出に成功している。両遺伝子についてはクローニングすることで、塩基配列を決定し、ヒトヘモグロビンβ鎖遺伝子についてはまったく変位が見られず、HTLV-IのプロウイルスpX領域158bpの遺伝子では現存する先住民で2つの型（日本人型と1塩基の変異型）に大別され、ミイラのそれは日本人のウイルスと同型であった、という。さらにミイラの骨組織から採取したミトコンドリア遺伝子の塩基配列から現存する先住民族とミイラが類似した分布様式を示すことを明らかにした。
また、日本におけるミトコンドリアDNA研究の第一人者であった総合研究大学院大学の故宝来聡助教授やチリの人類学者ルイス・カルティエールらが、日本本土や沖縄、アイヌ、他のアジア諸国のDNA、および、南米先住民（チリ、ボリビア、コロンビア、ブラジルなどに現存する6部族178人）、ティワナク期のミイラの骨標本56体分について、DNAの分析を行っている。
特に、南米の先住民および古代人骨の合計234人分の420bpの塩基配列を比較したところ、77の異なるタイプが見られた。現存する先住民における集団間の塩基配列の偏位は相対的に大きくなるが、ミイラ間ではその隔たりが極めて小さくなるという。これら集団間の系統樹分析によると、ミイラの場合、4個の単系統に分類されるが、大別すると南ペルー群と北チリ群に2分される。
チリのアタカマ砂漠出土標本（ティワナク期）から採取したDNAは、現在のアイマラ先住民に系統的には最も近く、ペルーのティワナク関連人骨では現存するケチュアに近く、チリ出土のティワナク関連人骨は、チリ出土のインカ関連人骨サンプルのDNAに近いという結果が出ている。
また、チリの研究者Francisco Rothhammerによれば、ボリビアのティワナク遺跡から出土した18体のサンプルのうち、これらのミトコンドリアDNAは13のタイプにわかれ、それらを現存するアイマラやケチュア、アマゾン地域のDNAと比較したところ、アイマラはアタカマ砂漠出土ミイラのDNAに近く、ティワナクはアマゾン地域の先住民のDNAに近いという。ティワナク人骨のDNAは、系統樹によれば、アイマラとはやや離れており、むしろケチュアに近いという。
ただし、これについては、研究者自身が、そのサンプル数が少ないという問題点があることにも触れている。
考古学的に見れば、アタカマ砂漠の人骨が果たして、ボリビアのティワナクそのものに住んでいた民族集団と同じ系統かどうかは疑問が残っているが（DNA研究でもチリ共和国のアタカマ砂漠の遺跡出土人骨から得たDNAと、ボリビア多民族国・ティワナク遺跡出土人骨から得たDNAでは系統樹から見ればやや離れている）、その問題に迫る非常に重要な結果となっている。
考古学的遺物の様式や分布から、ティワナクは一集団による政治体制ではなく、複数の民族集団による政治体制であったとするモデルもあるが、ウイルス学や遺伝学からの結果は、それを裏付ける形となっている。
ただし、注意しなければならないのは、必ずしも遺伝的・形質的形態と文化（考古学的な物質文化）は、同じではないということである。ある文化を共有する集団内部でも、周囲の集団との（一部における）通婚をとおして、遺伝的・形質的差異が生じうることも考慮しなければならない。日本人でも、細かく見れば、遺伝的・形質的差異があり、地域ごとにかなり異なっているというのが、よい例である。

## 近年のティワナク研究の成果と開発問題
近年のティワナク研究において重要な研究を最後に挙げておく。この研究は、単なる古代史の生業研究にとどまらず、現代の開発の問題とも結びつく重要な取り組みでもある。

### 応用考古学
ティワナクと現在の村とのつながりは、遺跡の観光事業だけではない。忘れてならないのが、スカ・コリュの復元実験と、その応用である。応用への試みは、ほとんどが失敗に終わったものの細々と続けられている。現代では失われてしまった古代の技術のうち、現代の開発問題へ応用できるものは積極的に応用してゆこうという方向性は、認めるものがある。専門的にはこれを応用考古学という。
1980年代後半、ティワナク時代の生業技術の中心として有望視されていた農耕技術の復元実験がボリビアで行われた。これに先立ち、ペルー領のチチカカ湖北部沿岸などで同様の実験が行われ、一定の成果を挙げていた。これらチチカカ湖の南北沿岸で行われた復元実験から、スカ・コリュは、一般の天水農耕よりも生産性が高いことが示唆された。
この実験で復元された畑は、畑を水路用の堀でかこみ、畝の部分を盛り上げたもので、アイマラ語でスカ・コリュ、ケチュア語でwaru waru（ワル・ワル）、スペイン語でcamellones（カメリョーネス）、英語でraised field（レイズド・フィールド）と呼ばれる。1970年代から80年代まで続く先住民文化称揚運動とあいまって、復元実験はティワナク周辺地域からコパカバーナ、ビアチャといった広範囲で行われた。そして、復元実験で得た高い生産性が着目され、この技術を現代へも応用することで、貧しい村々の農業生産を高めようとするプロジェクトが始まった。
短期的な視点に立てば、これらの実験はほぼ成功に終わった。つまり、一般に現地で行われている天水農耕に比べ、単位面積あたりの生産性がはるかに高かった。天水農耕に比べおよそ3倍以上、生産性が高い地域もあった。さらに、冷害に非常に強いことも確認されている。この結果をもとに、スカ・コリュの開発問題への応用が始まった。その後、外国のNGOなどの援助のもと、広範囲にわたって応用が行われていった。

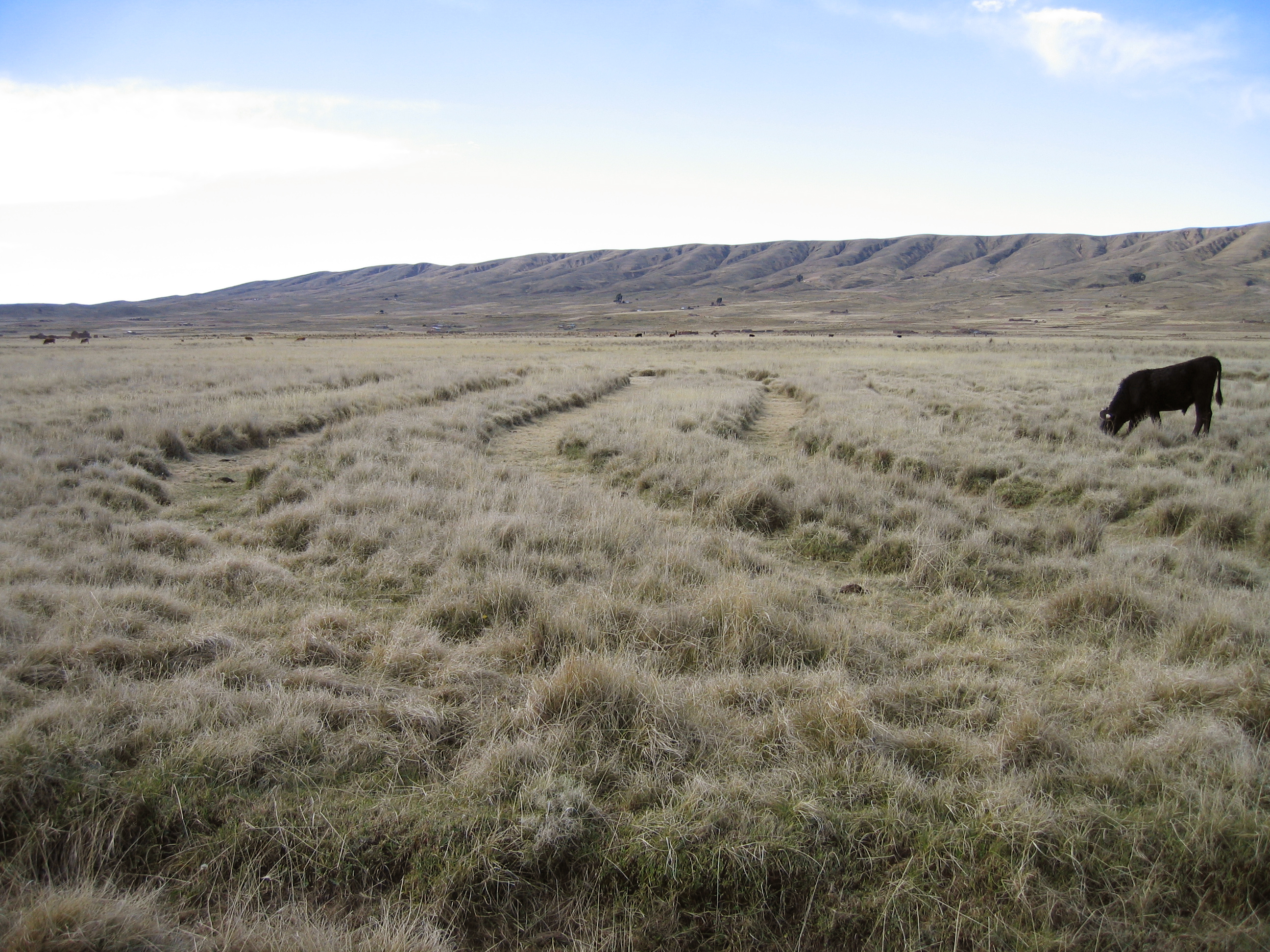
実験後に放棄されたスカ・コリュ

しかし、長期的視点に立てばこの実験は失敗に終わってしまう。1996年までにペルー領の実験もふくめて全て放棄され、現在では、遺跡の周囲に実験の跡が残っているのみで、ティワナク村では利用されていない。原因は、年々生産性が減少したため農民たちの関心が薄れていったこと、労働力が思ったよりも必要になり、かつ協同労働でなければスカ・コリュの運営ができないこと、いくつかの地域では水が圧倒的に足りないこと、そして発展途上国の多くの地域で見られる労働力の過少利用つまり過少生産性の問題などがあげられる。
もともとラ・パスに2、3時間で行ける範囲（例えばビアチャ近郊の共同体）では、男たちは都市部での賃金労働に従事することが多く、農村には女子供が残って農作業を行うことが多い。しかし初期の実験では、女子供に対して、力作業である伝統的な踏み鋤による耕作を導入したためうまくいかなかったという例もある。また、一番大きな原因は、スカ・コリュに必要な労働投下量である。一般的な天水農耕に比べはるかに高く、地域全体による協同労働のもとで行う必要があった。しかし、現代の小規模家族経営に近い農民たちにとっては、これが負担になり、結果として維持が困難になっていった。
いったん放棄された応用実験も、小規模になったものの2000年ころから復活する。現在までのところ、Programa de SukaKollu（PROSUKO）という団体によって、2008年までの応用実験が行われている。特に、農民たちによる自立的経営、および生産物の市場経済への組み込みを主な目的として行われている。そのため、PROSUKOは、スカ・コリュ自体の運営へはほとんど関与せず、農民たちの自立的組織 Unión de Asociaciones Productivas del Altiplano（UNAPA）によって管理するように仕向けられている。現在、復元実験はティワナクの隣のアチュタ・グランデ共同体や隣のカタリ盆地にあるワクリャニ共同体、プエルト・ペレス、バタリャス地域の周辺共同体などで見ることができる。アチュタ・グランデやワクリャニ共同体は、地下水位が高く河川沿いあるいは湿地帯のため、水の潤沢な供給が可能でティワナク期にもスカ・コリュが利用されていた。このほかの地域も比較的、水の供給が可能な地域であったため、復元実験に選定された。このほか、アチャカチの河川沿いの軍事施設でも軍事教育の一環として行われている。

### 文化人類学者や考古学者たちからの新しい批判
長期的視点からみた実験の失敗から、2000年以降になると、スカ・コリュの生産性について、文化人類学者や考古学者の間で、異論が出始めている。ティワナク期に利用されていたことは間違いないが、その生産性や人口支持能力、ティワナク社会における生業基盤としての重要性などについては、疑問視する声が出始めている。
過去の実験では、ナス科植物の塊茎類で多く引き起こされる連作障害に対する考古学者らの知識がまったく不足しており、同じ土壌でジャガイモの連作を続けたため、寄生虫ジャガイモシストセンチュウ（Nematoda）が沸くという事態を引き起こしている。そのため、年々、生産性が減少した。アンデスでは、必ずといっていいほど輪作・休閑システムが採用されており、塊茎類（ジャガイモ）を続けて栽培することはない。次年度は別の作物を植えつけるか休閑を行う。これは土壌の地力回復というよりも、寄生虫などにより引き起こされる連作障害を避けるためであることが確認されている。休閑することで寄生虫の大量発生を避けるのである。ちなみに、このナス科植物の塊茎類に多く見られる寄生虫問題は、昨今、日本でも問題を引き起こしている。
こういった側面から、実際にはこれまで言われてきたほどの生産力がスカ・コリュには存在しなかったと考えられる。仮に単位面積あたりの総生産量を算出したとしても、毎年、同じ土地で収穫できるわけではないため、実際には非常に土地集約的な技術となり、生産高を維持してゆくためには相当量の土地が必要とされてしまう。しかも、その土地は水を十分に確保できる土地であることが最低限の条件となる。しかし、実際にはチチカカ湖畔か水量が豊かな河川沿いか地下水位の高い土地といった制約を受けてしまうのである。
上記にあげたアラン・コラータは、最盛期のスカ・コリュの生産量および人口支持能力を、現在の地表調査から推定されるスカ・コリュの広がりから求めている（Kolata 1991）。しかしながら、同時期に利用されていたと推定したスカ・コリュの広がり自体が、実際には輪作や休閑システムのため、彼の計算値の半分近くか、それ以下になってしまい、最終的には生産量および人口支持能力も同じように激減してしまう。そのため、スカ・コリュが生産技術としてどこまで有効でありえたのかは問題となる。
また、スカ・コリュの広がりも上で触れたように制約がある。チチカカ湖沿岸の表面調査（ペルー領およびボリビア領）から、スカ・コリュが、チチカカ湖沿岸の湿地帯か、そこから延びる河川沿いの一部、水源地帯などにしか広がっていなかったことが確認されている。そのため、天水農耕がティワナク期においても現代と同じように中心的技術であったことが確認されている。さらに、ティワナク谷下流域では、テラス（段々畑）が比較的広がっており、またコチャと呼ばれるため池農耕なども規模は非常に限られるが存在していたことが確認されている。
本来、スカ・コリュのような堀をめぐらせた盛り畑農耕は、パプア・ニューギニアやメキシコなど世界的に見ても、湿地帯向けの耕作技術である。ボリビア国内においてさえ、似たような堀を持つ耕作方法は、アマゾン地域の湿地帯モホスなどで多く見られる。堀の役目は給水よりもむしろ排水と考えられる。しかし、ティワナク谷は一部を除いてほとんどの地区で水が不足しがちである。短期の実験ではあまり問題にはならなかった水源も、長期あるいは永続的な利用となると水不足を引き起こしている。
ティワナク谷は全体でおよそ560から575km2あるが、スカ・コリュに利用されたと想定されている面積は、現在失われたものを想定して約60km2ほどとされている。同時に、チチカカ湖沿岸の湿地帯であるカタリ盆地では、調査者が踏査した総面積102km2中、スカ・コリュは70km2に広がっていたと想定されている。このことは、この技術が湿地帯向け技術であることを示している。また、ペルー領のチチカカ湖西岸（フリアカからプーノ、デサグワデーロ付近まで）の一般調査でも、現在確認できているスカ・コリュの広がりは、調査地域全体の28.5%ほどしかない。土地の改変を受け消滅したスカ・コリュがあった可能性はある。それでも、これまで言われるほどスカ・コリュがチチカカ湖盆地全体に広がっていたわけではないことがわかる。
上記でも述べたように、スカ・コリュの運営における効率性の面からも問題があげられている。つまり、単位面積あたりの生産性は高いものの、労働力の投入が天水農耕の4倍近く必要とされるため（労働集約的技術）、結果的に労働者一人当たりの見返りが極端に低くなる（単純計算で一般的天水農耕の約半分以下）というデータもある。
このような経緯から、この研究を指導してきた考古学者が主張するスカ・コリュの効率性や、算定したスカ・コリュによる人口支持力の計算値（スカ・コリュで何人の人口を養えるか）に対して、人類学者や考古学者の間で疑問視されはじめている。

### 今後の課題
実験結果やその解釈に疑問の余地が多く残るものの、スカ・コリュにおける単位面積あたりの最大生産量は、一般の耕作地に比べ高い可能性がある。そのため、スカ・コリュ農耕における労働投下量さえ抑えることができれば、理論上は労働者一人当たりの生産性を高めることが可能となる。これらの問題点を克服するため、トラクターを導入したり、化学肥料を使ったり、繁殖力の強い種芋を購入するなどしている。今後の大きな課題は、労働投下量の縮減と単位面積あたりの生産性の向上にある。
また、生産性といった技術的側面だけではなく、技術が利用されている社会環境の整備といった根本的な問題がある。特に、市場経済との結びつきを強め、現金収入を促進し、農民たちの過少生産性を引き上げることは、今後の最大の課題となろう。そこには必然的に地域やスカ・コリュ経営家族たちによる協同労働形態か、あるいは機械化を伴った小規模家族経営（トラクターは各家族で持ち回り）が理想とされてくるであろう。

## ギャラリー

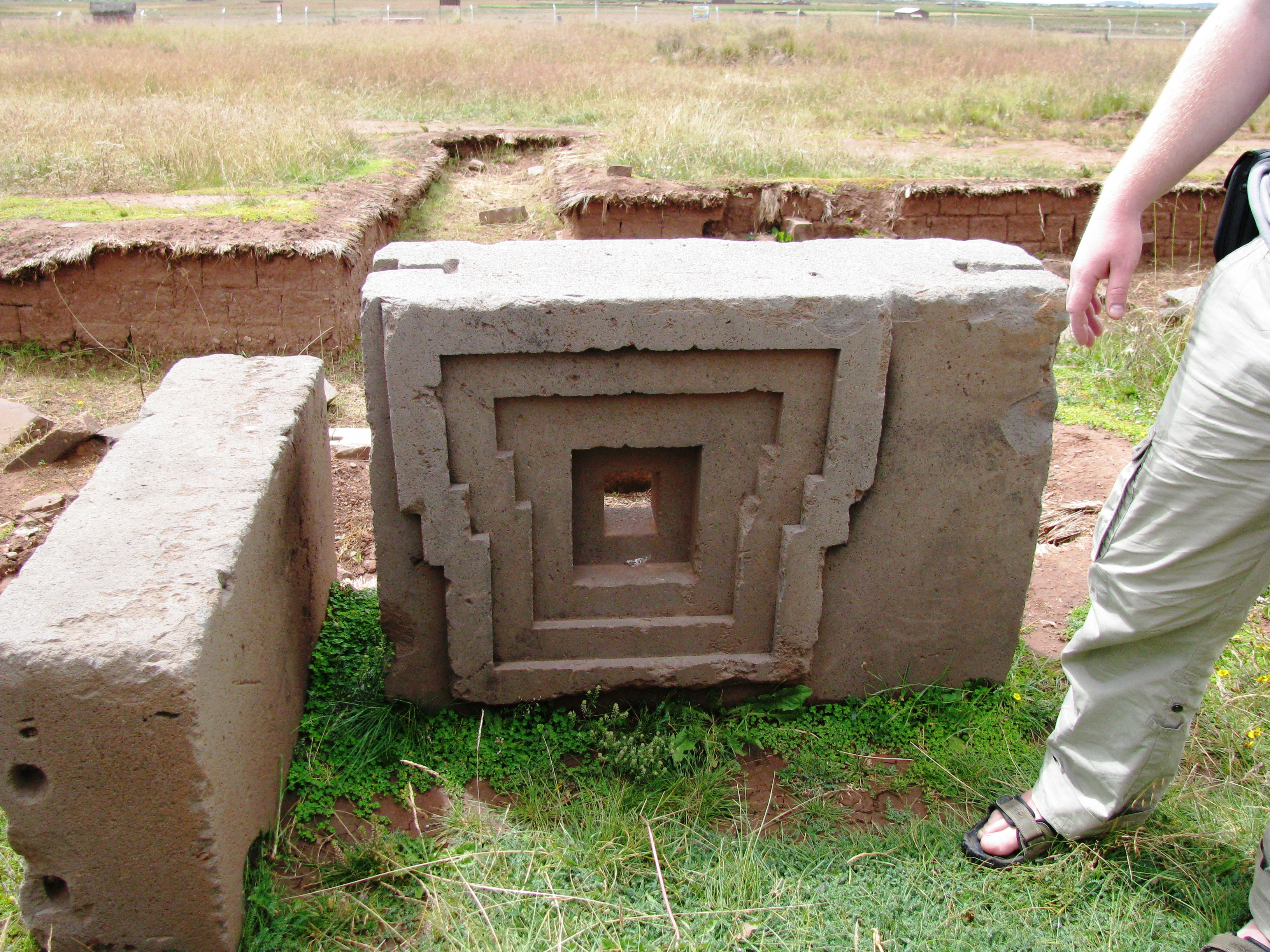
プマプンクに見られる高度な加工1
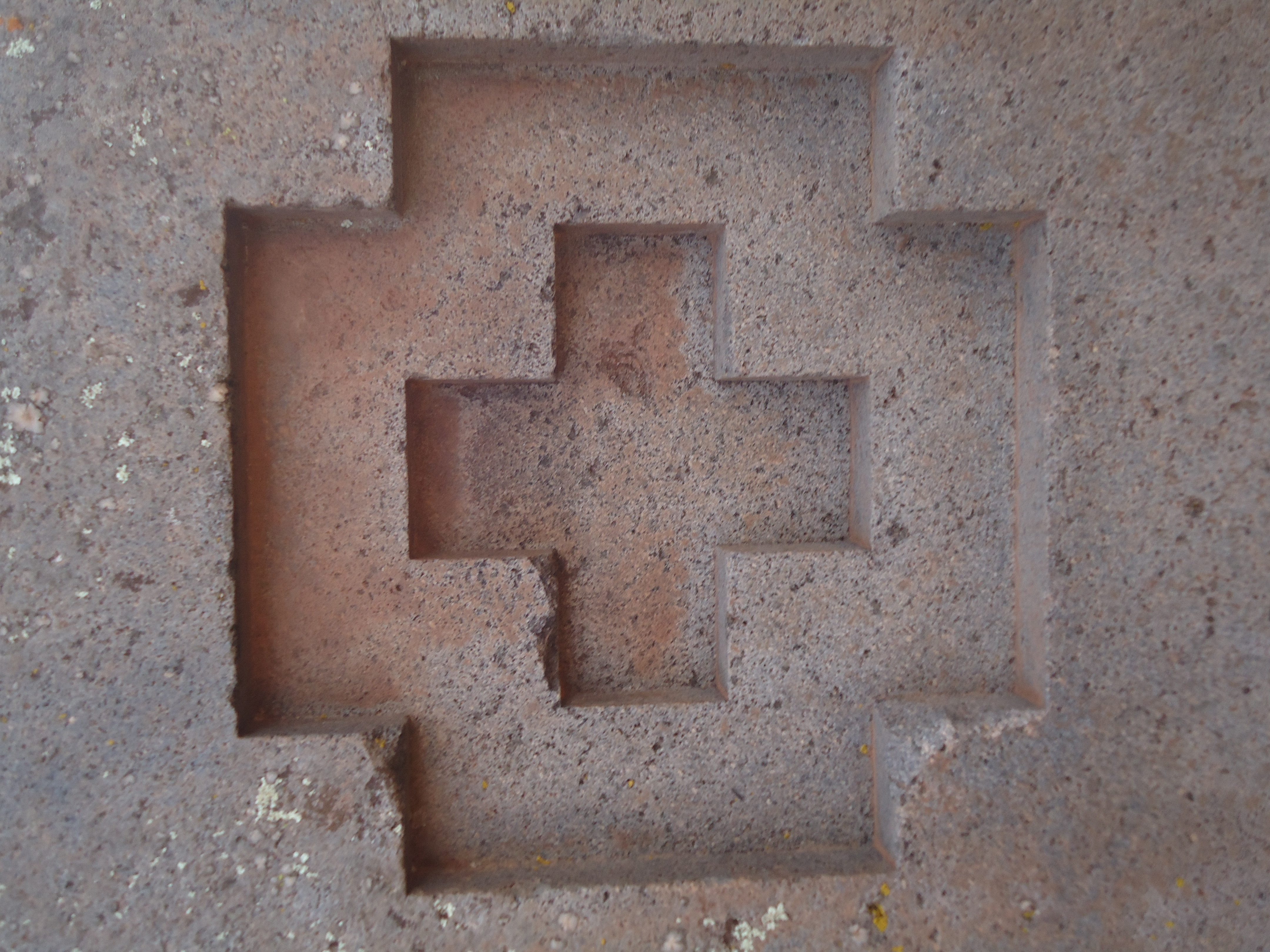
プマプンクに見られる高度な加工2
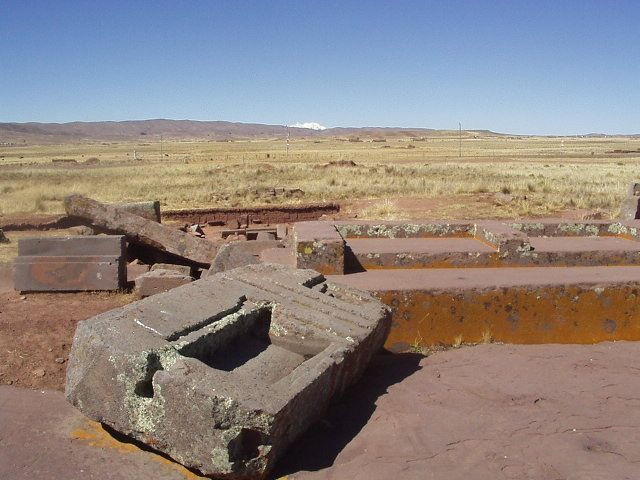
材質の違う石材
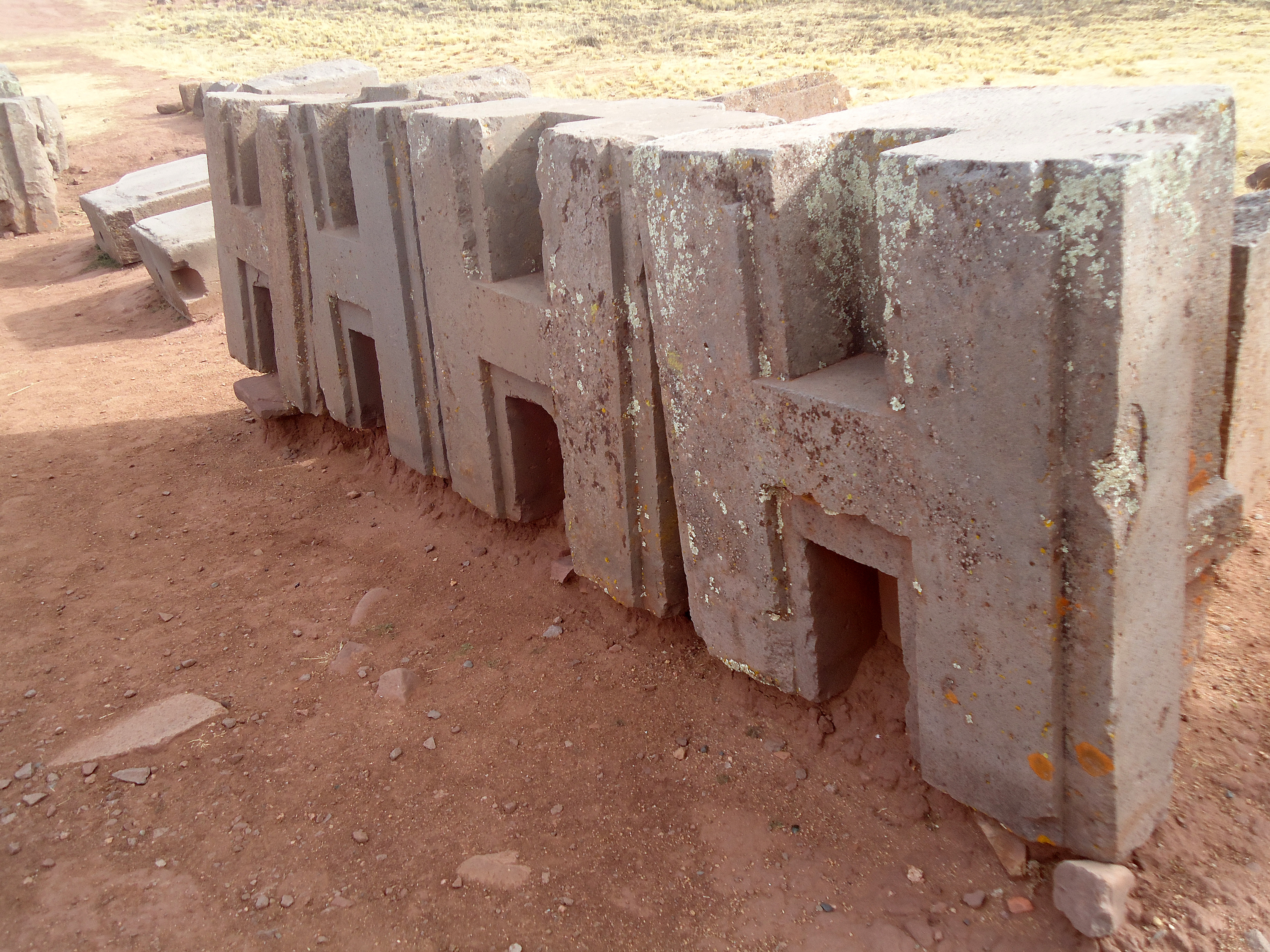
H型ブロック造形物
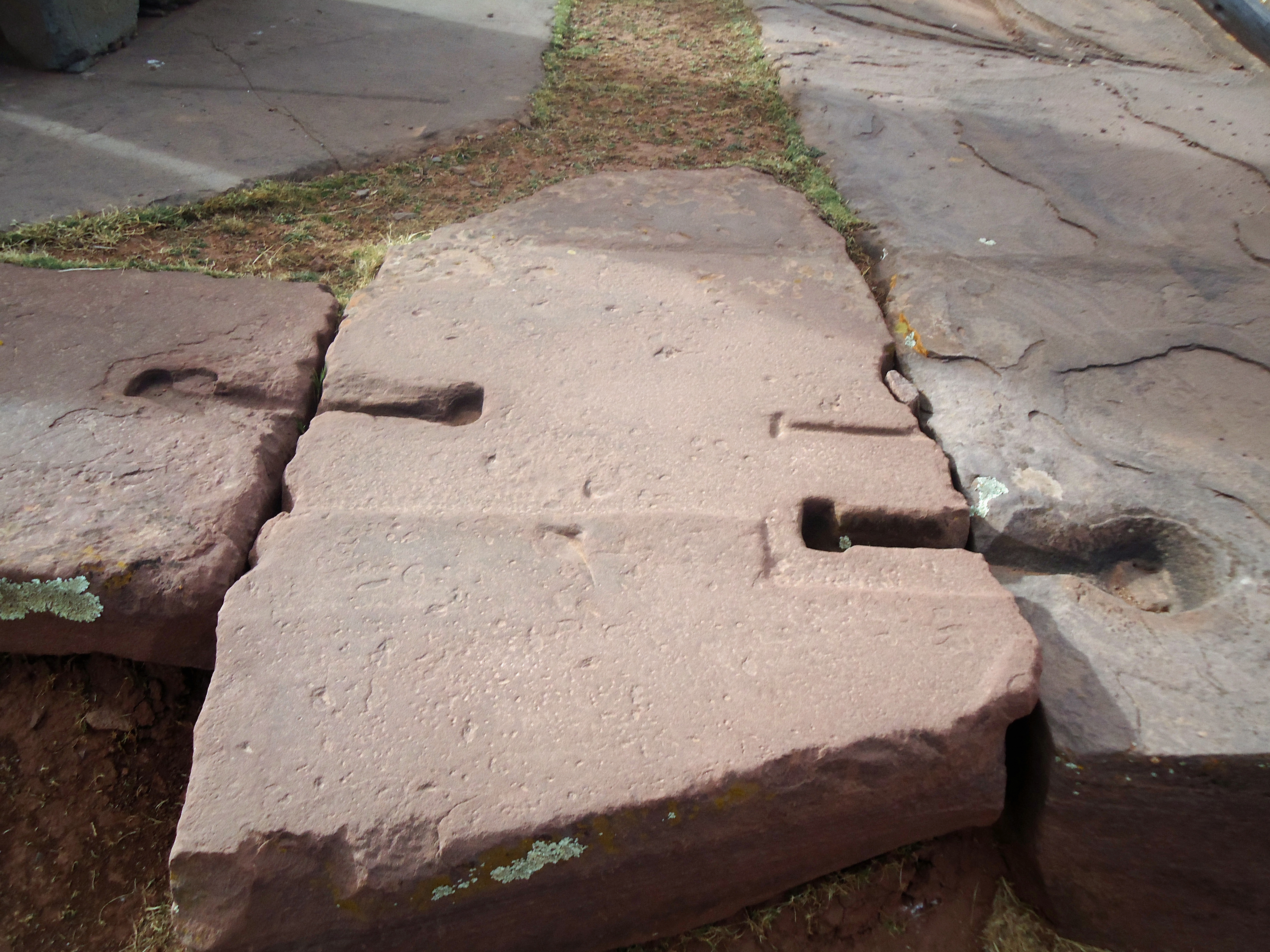
クランプ型ジョイント機構
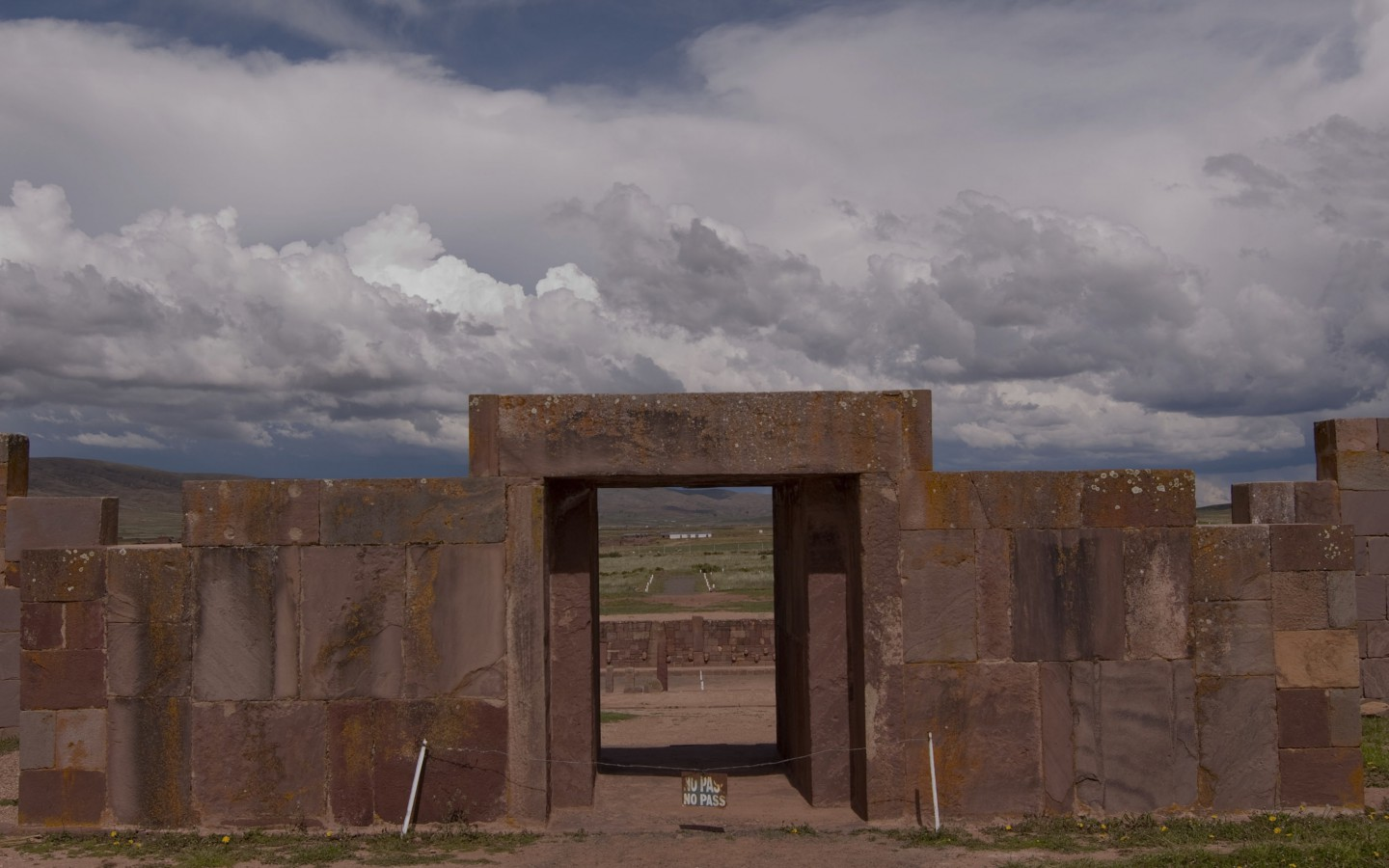
カラササヤ神殿
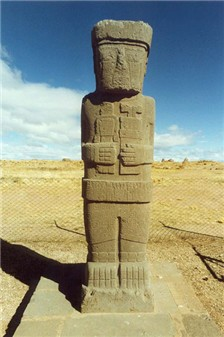
人型石造
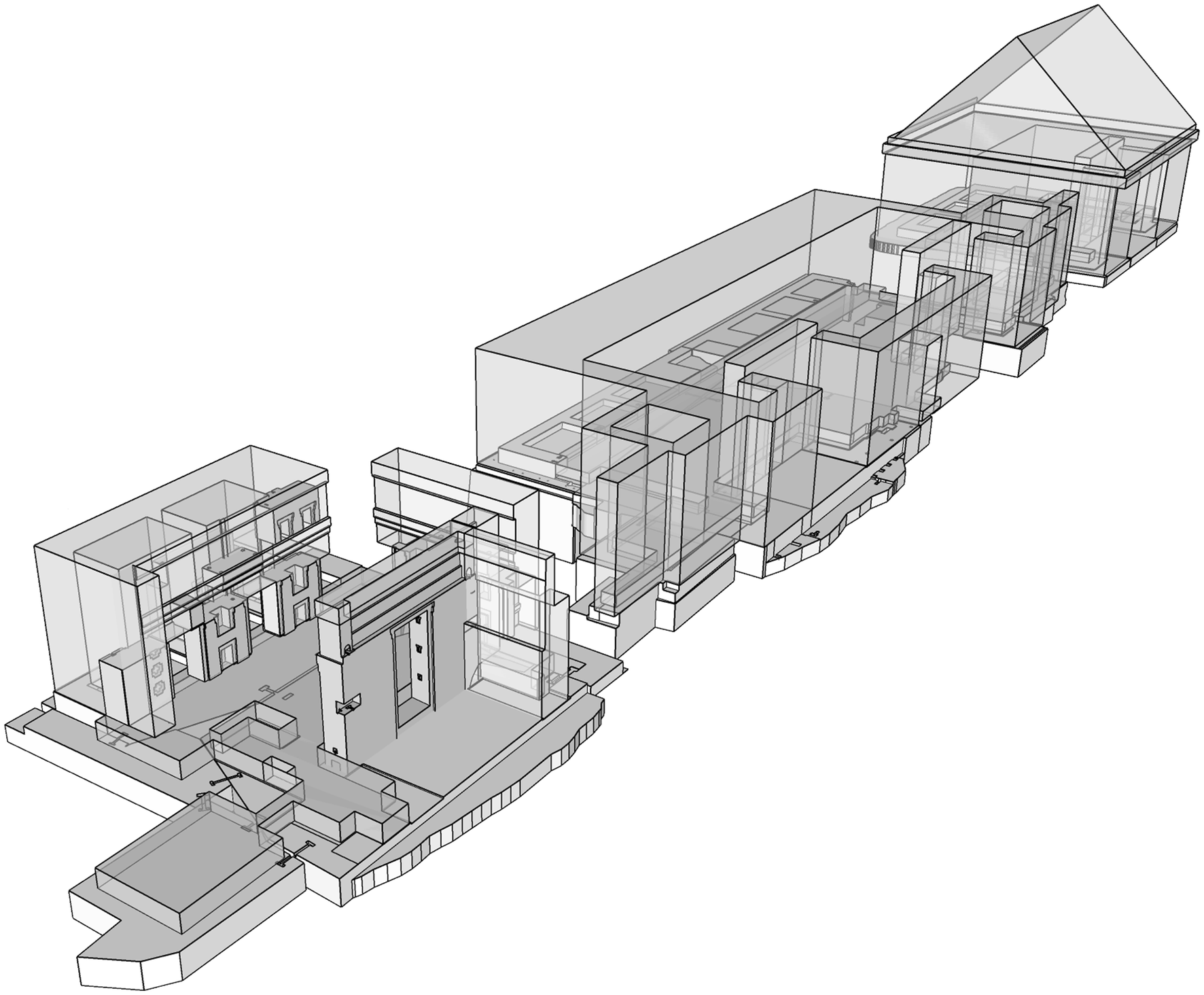
3D再構成予想図
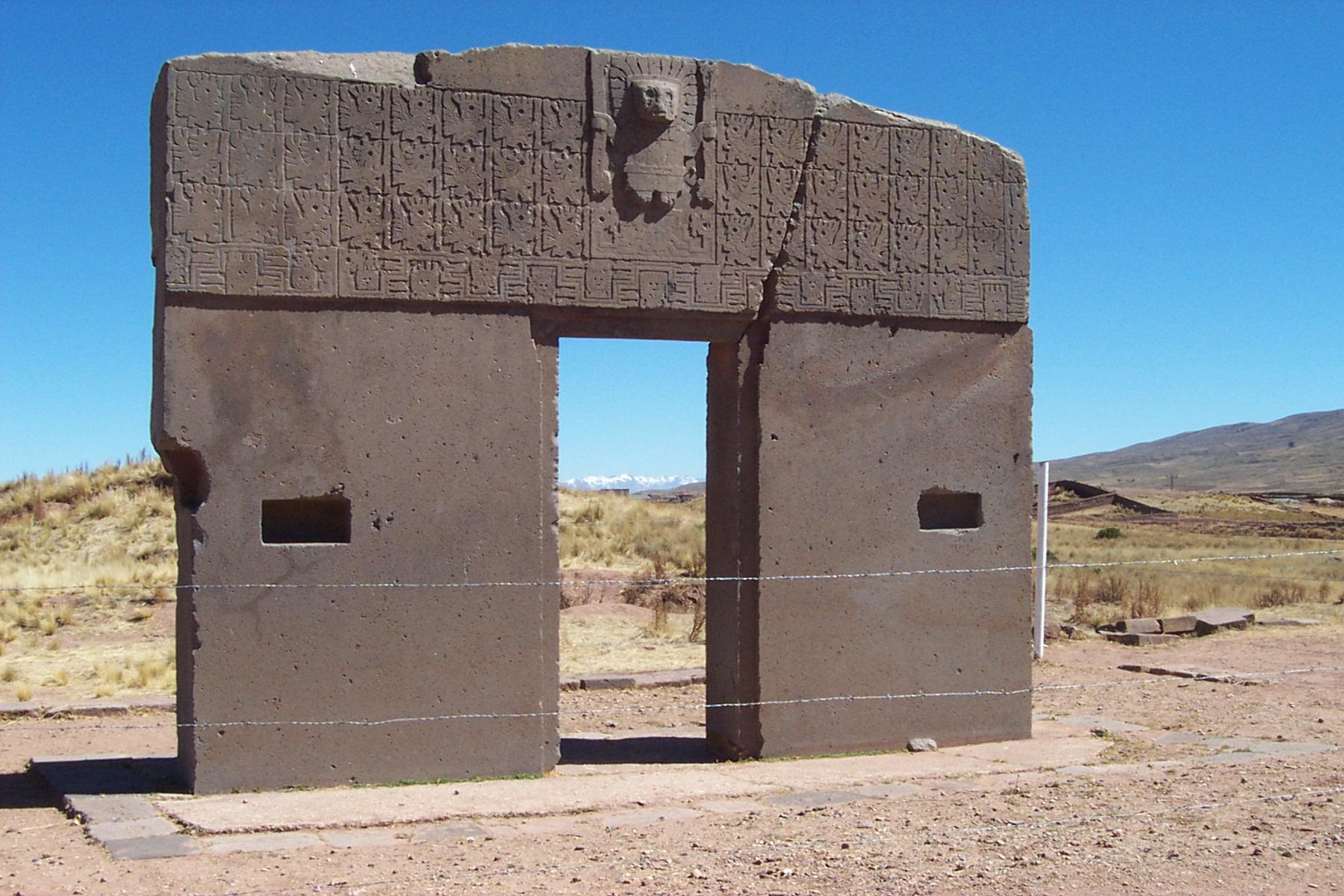
太陽の門

## 主な参考文献
参考文献のうち、入手が容易であるものを以下に列挙する。
- Albarracin-Jordan, J.
1996 - Tiwanaku Settlement System: The Integration of Nested Hierarchies in the Lower Tiwanaku Valley.Latin American Antiquity Vol.7, No.3: 183-210.
- Alconini,Sonia,Mujica,
1995 - Rito,Símbolo e Historia en La Pirámide de Akapana,Tiwanaku.Un Análisis de Cerámica Ceremonial Prehispánica.Editorial Accíon,La Paz.
- Bandy, Matthew
2004 - Energetic Efficiency and Political Expediency in Titicaca Basin Raised Field Agriculture. Cotsen Institute of Arqueology University of California, Los Angeles.
- Bermann,Marc,
1994 - Lukurmata:Household Archaeology in Prehispanic Bolivia. Princeton University Press, Princeton.
1997 - Domestic Life and Vertical Integration in the Tiwanaku Heartland. Latin American Antiquity,Vol.8,No.2:93-112.
- Erickson, Clark L.
1988a - An Archaeological investigation of Raised Field Agriculture in the Titicaca Basin of Peru. Ph.D. Dissertation, Department of Anthropology, University of Illinois at Urbana-Campaign.
1988b - Raised Field Agriculture in the Lake Titicaca Basin: Putting Ancient Andean Agriculture Back to Work. Expedition, 30（3）:8-16, special volume edited by Karen Mohr Chavez on Andean Archaeology, The University Museum, University of Pennsylvania, Philadelphia.
1993 - The Social Organization of Prehispanic Raised Field Agriculture in the Lake Titicaca Basin. In Economic Aspects of Water Management in the Prehispanic New World, Research in Economic Anthropology, Supplement No. 7, edited by Vernon Scarborough and Barry Isaac, JAI Press, pp. 369-426.
1994 - Methodological Considerations in the Study of Ancient Andean Field Systems. In The Archaeology of Garden and Field.（Naomi F. Miller and Kathryn L. Gleason eds.）: 111-152.University of Pennsylvania Press.Philadelphia.
1999N - eo-environmental determinism and agrarian "collapse" in Andean prehistory. Antiquity 73:634-642
2003 - Agricultural Landscapes as World Heritage: Raised Field Agriculture in Bolivia and Peru.In  Managing Change: Sustainable Approaches to the Conservation of the Built Environment,  Jeanne-Marie Teutonico and Frank Matero（Eds.）, pp. 181-204.: Getty Conservation Institute: Los Angeles.
（この他近年のエリクソンの論文のうち幾つかは彼のホームページからも読むことができる。）
- Escalante Moscoso,Javier
1997 - Arquitectura Prehispánica en los Andes Bolivianos.CIMA, La Paz.
（現国立考古学博物館（通称ティワナク博物館）の元館長）
- Graffam, Grey C.
1990 - Raised Fields Without Bureaucracy: An Archaeological Examination of Intensive Wetland Cultivation in Pampa Koani Zone, Lake Titicaca,Bolivia.Ph.D. dissertation, Department of Anthropology, University of Toronto.
- Goldstein, Paul S.
1993 - Tiwanaku Temples and State Expansion: A Tiwanaku Sunken-Court in Moquegua, Peru.Latin American Antiquity, Vol.4, No.1: 22-47.
- Higueras-Hare, Alvaro
1996 - Prehispanic Settlement and Land Use in Cochabamba, Bolivia. Ph.D Dissertation, Department of Anthropology. University of Pittsburgh.
（この研究者の博士論文はインターネット上に公開されている。）
- Janusek,John Wayne
1994 - State and Local Power in a Prehispanic Andean Polity: Changing Patterns of Urban Residence in Tiwanaku and Lukurmata, Bolivia.Ph.D. Dissertation, Department of Anthropology, University of Chicago.
1999 - Craft and Local Power: Embedded Specialization in Tiwanaku Cities.Latin American Antiquity,Vol.10, No.2:107-131
2003 - Identity and Power in the Ancient Andes: Tiwanaku Cities through Time（Critical Perspectives in Identity, Memory & the Built Environment）.Routledge
- Kolata, Alan L. 
1986 - The Agricultural Foundations of the Tiwanaku State: a View from the Heartland.   American Antiquity , Vol.51, No.4:748-762
1991 - The Technology and Organization of Agricultural Production in the Tiwanaku State.Latin American Antiquity,Vol.2,No.2:99-125.
1993 -The Tiwanaku: Portrait of an Andean Civilization. Blackwell, Cambridge MA and Oxford UK.
1996 - Tiwanaku and its Hinterland: Archaeology and Paleoecology of an Andean Civikization.Vol.1 Agroecology.（A. L. Kolata, ed.）, Smithsonian Institution Press, Washington and London.
2003 - Tiwanaku and its Hinterland: Archaeology and Paleoecology of an Andean Civikization. Vol.2 ' 'Urban and Rural Archaeology'.（A. L. Kolata, ed.）, Smithsonian Institution Press, Washington and London.
（日本の『アエラ』誌（1991年4巻41号）にコラータの記事がある）
- Manzanilla, Linda,
1992 - Akapana: Una pirámide en el centro del mundo.Mexico:Institute de Investigaciones Antropológicas, Universidad Nacional Autdnoma de Mexico.
- Ponce Sanginés, Carlos
1970 - Las culturas Wankarani y Chiripa y su relación con Tiwanaku.Academia Nacional de Ciencias de Bolivia,Publicación 25. La Paz.
1972 - Tiwanaku: espacio, tiempo y cultura. Academia Nacional de Ciencias de Bolivia. Publicación 30. La Paz.
1978 - Nueva perspectiva para el estudio de la cultura Tiwanaku.Documentos Internos No. 49,INAR, La Paz.
1989 - Investigaciones arqueológicas en un asentamiento urbano de la cultura Tiwanaku: ensayo de historiación del avance científico（1985-1988）. In Arqueología de Lukurmata 1,Instituto Nacional de Arqueología and University of Chicago, La Paz.
- Rothhammer et al. 
2003 - ANÁLISIS DE ADNmt DE RESTOS ESQUELETALES DEL SITIO ARQUEOLÓGICO DE TIWANAKU Y SU RELACIÓN CON EL ORIGEN DE SUS CONSTRUCTORES. , Chungara, Revista de Antropología Chilena;Volmen35 No.2;pp.269-274.
- Stanish,Charles（ed.）
2005 - Advances in Titicaca Basin Archaeology（Monograph（Cotsen Institute of Archaeology at Ucla））.  Cotsen Institute of Archaeology.
- Swartley,Lynn M
2000 - Inventing Indigenous Knowledge:Archaeology, Rural Development, and the Raised Field Rehabilitation Project in Bolivia.Ph.D. Dissertation. University of Pittsburgh.
- 田島和雄（研究代表者）
1999 - 『科学研究費補助金（国際学術研究）研究成果報告書「南米先住民族の人類遺伝学的研究（Anthropo-genetics on Paleo-mongoloid in South America）」』